# 羅斯杰 (伊利諾伊州)
羅斯林（英語：Roslyn）是位於美國伊利諾伊州坎伯蘭縣的一個非建制地區。該地的面積和人口皆未知。

## 地理
羅斯林的座標為39°13′46″N 88°22′41″W / 39.22944°N 88.37806°W，而該地的平均海拔高度為193米（即633英尺）。